# Ercole Cavalli
Pour les articles homonymes, voir Cavalli.
Ercole Cavalli (ou Hercule(s) Cavalli), né à Busseto en 1824 et mort après 1877 en Espagne, est le premier biographe de Giuseppe Verdi à avoir édité sa biographie sous la forme d'un livre. 

## Biographie
Ercole Cavalli, de onze ans plus jeune que Giuseppe Verdi, naît à Busseto en 1824. Il fait partie de la famille du même nom, alliée aux Barezzi, sa sœur Adele Cavalli étant l'épouse de Giovannino Barezzi, ami de Verdi et frère de sa première femme Margherita Barezzi, tous partisans de la première heure du musicien qui rachète en 1845 à son père Contardo Cavalli, ancien maire de Busseto, le palazzo Cavalli. Ercole est aidé par Verdi dans les débuts à Gênes de sa carrière de journaliste.
Il vit durant quelques années en Espagne où il publie, sous le nom d'Hercules Cavalli, en 1867, peut-être avec l'aide de Verdi et probablement renseigné par la mère du musicien, la première biographie du compositeur éditée sous la forme d'un livre : Biografías artísticas contemporáneas de los célebres José Verdi, maestro de música y Antonio Canova, escultor et dédiée au ténor Gaetano Fraschini, créateur de cinq rôles dans les opéras de Verdi, venu à Madrid en 1863 chanter Don Alvaro dans La Force du destin. Initialement publiée, en 1866, à Montevideo sous le titre Cenni biografici del celebre maestro Giuseppe Verdi, elle est traduite en 1992 de l'espagnol en italien moderne et publié sous la direction de Mary Jane Phillips-Matz dans Verdi: Il grande gentleman del piacentino.
Ercole Cavalli consacre un autre texte aux jeunes années de Verdi : « Giuseppe Verdi. Nuovi particulari inediti e interessanti », publié sous forme de feuilleton dans les éditions des 29, 30 et 31 décembre 1976 et 4 janvier 1977 du quotidien Il Pensiero di Nizza. De moindre importance avec l'évolution des connaissances sur la vie du compositeur, il a cependant été largement cité par les biographes verdiens de la fin du XIXe et du début du XXe siècles comme Arthur Pougin.
Il meurt en Espagne après 1877

## Œuvre
- (es) Hercules Cavalli, Biografías artísticas contemporáneas de los célebres José Verdi, maestro de música y Antonio Canova, escultor [« Cenni biografici del celebre maestro Giuseppe Verdi »], Madrid, J.M. Ducazcal, 1867, 67 p. (présentation en ligne, lire en ligne)
- (it) « Giuseppe Verdi. Nuovi particulari inediti ed interessanti », Il Pensiero di Nizza, 29, 30 et 31 décembre 1876 et 4 janvier 1877[7]